# Сан-Педру-да-Кадейра
Сан-Педру-да-Кадейра (порт. São Pedro da Cadeira; МФА: [ˈsɐ̃w ˈpe.dɾu dɐ kɐ.ˈdɐj.ɾɐ]) — парафія в Португалії, у муніципалітеті Торреш-Ведраш. Розташована в західній частині країни, на теренах історичної португальської провінції Ештремадура. Входить до складу округу Лісабон. За адміністративним поділом, чинним до 1976 року, терени парафії були складовою провінції Ештремадура. Належить до Лісабонського патріархату Католицької церкви. Патрон — святий Петро. Площа — 23,8519 км². Населення — 5077 ос. (2011). Середньо урбанізований регіон. Густота населення — 212,86 осіб/км²
. Код — 111314.

## Населення
| Кількість мешканців | Кількість мешканців | Кількість мешканців | Кількість мешканців | Кількість мешканців | Кількість мешканців | Кількість мешканців | Кількість мешканців | Кількість мешканців | Кількість мешканців | Кількість мешканців | Кількість мешканців | Кількість мешканців | Кількість мешканців | Кількість мешканців |
| ------------------- | ------------------- | ------------------- | ------------------- | ------------------- | ------------------- | ------------------- | ------------------- | ------------------- | ------------------- | ------------------- | ------------------- | ------------------- | ------------------- | ------------------- |
| 1864                | 1878                | 1890                | 1900                | 1911                | 1920                | 1930                | 1940                | 1950                | 1960                | 1970                | 1981                | 1991                | 2001                | 2011                |
| 2 811               | 2 827               | 3 538               | 3 913               | 4 507               | 4 960               | 2 743               | 3 383               | 3 454               | 3 788               | 3 857               | 3 787               | 4 053               | 4 339               | 5 077               |